# Eleição municipal de Porto Alegre em 2024
O primeiro turno da eleição municipal de Porto Alegre em 2024 foi realizado no dia 6 de outubro de 2024, e elegeu 35 vereadores. O segundo turno ocorreu no dia 27 de outubro e reelegeu o prefeito Sebastião Melo, do MDB. A disputa foi entre o atual prefeito e a deputada federal Maria do Rosário, do PT.
A Câmara Municipal de Porto Alegre terá 35 vereadores, um a menos que o total anterior de 36. Dos eleitos, 21 foram reeleitos e 14 cumprirão o seu primeiro mandato. O prefeito, vice-prefeito e os vereadores eleitos assumiram em 1.º de janeiro de 2025, com um mandato que abrangerá até 31 de dezembro de 2028.

## Contexto político
As enchentes ocorridas no estado do Rio Grande do Sul durante os meses de abril e maio — sobretudo, os efeitos desse desastre climático em Porto Alegre — serão um dos assuntos mais discutidos no período eleitoral da cidade. O processo de reconstrução do estado também poderá ser um assunto bastante presente ao longo desse período.

O decorrimento da calamidade iniciou uma discussão sobre a possibilidade de postergação das eleições municipais. O governador gaúcho Eduardo Leite (PSDB), em entrevista ao jornal O Globo em 20 de maio de 2024, afirmou que as mudanças nas prefeituras "atrapalhariam" o processo de reconstrução do Rio Grande do Sul:
"Junho já é um momento pré-eleitoral e, em julho, se estabelecem as convenções. É um debate pertinente. O Estado está em reconstrução, ainda em momentos incipientes, em que trocas de governos municipais podem atrapalhar esse processo. O próprio debate eleitoral pode acabar dificultando a recuperação"
Não obstante, o Tribunal Superior Eleitoral garantiu que o pleito seria mantido para as datas originais nestas localidades. O então presidente da corte, ministro Alexandre de Moraes, reafirmou a manutenção das datas dos pleitos durante sessão plenária realizada no dia 21 de maio. Segundo Moraes, um adiamento das eleições só seria possível por meio da aprovação de uma Emenda Constitucional, tal como ocorreu nas eleições municipais passadas devido à pandemia de COVID-19 no país. À época, os dois turnos — previstos para os dias 4 e 25 de outubro, respectivamente — foram transferidos para os dias 15 e 29 de novembro.
"Nós estamos em maio, e todas as providências estão sendo tomadas no âmbito do governo do estado do Rio Grande do Sul e do governo federal, para que, se não houver o retorno total do que era antes dessa devastação pela inundação, haja a normalidade, o retorno do mínimo normal da rotina" Ministro Alexandre de Moraes, então presidente do TSE, durante sessão plenária realizada pela corte no dia 21 de maio de 2024.
A candidata Maria do Rosário (PT), manifestou constantemente durante a sua campanha críticas à gestão municipal sobre a prevenção de enchentes e manutenção da infraestrutura da cidade. Segundo a candidata, a falta de manutenção das estruturas de drenagem contribuiu para a intensidade da enchente de maio 2024:
"O atual prefeito só passa adiante a responsabilidade, nunca é com ele. (...). Ao mesmo tempo que temos de nos preparar para uma realidade de eventos climáticos, precisamos ter um projeto claro dentro da cidade, nítido. E um plano de ação de curto, médio e longo prazo. A cheia não seria tão grande se houvesse manutenção." Rosário durante debate na Rádio Gaúcha, 6 de agosto de 2024.
Por outro lado, o atual prefeito, Sebastião Melo (MDB), argumenta que o combate à enchente e a manutenção, são responsabilidades maioritariamente do governo federal. Melo questionou a falta de investimentos federais em proteção contra cheias nos últimos anos, afirmando que a situação exige uma coordenação entre os governos federal, estadual e municipal para ser adequadamente abordada:
"O sistema de proteção contra cheias não é de Porto Alegre, é do Rio Grande. Chegou muita água nos rios que abastecem (o Guaíba). Esse sistema vem da década de 1960 e já passaram por lá 12 prefeitos. É responsabilidade do governo federal. O governo federal fez alguma proteção de cheias nos últimos anos?" Melo durante debate na Rádio Gaúcha, 6 de agosto de 2024.

## Calendário eleitoral
| Início        | Fim           | Atividades | Status    |
| ------------- | ------------- | --- | --------- |
| 7 de março    | 5 de abril    | Janela partidária para vereadores trocarem de partido visando concorrer às eleições sem perder o mandato. | Realizado |
| 6 de abril    | 6 de abril    | Data-limite para todas as legendas e federações partidárias obterem o registro dos estatutos no TSE e para todos os candidatos terem domicílio eleitoral na circunscrição em que desejam disputar as eleições com a filiação deferida pelo partido. | Realizado |
| 15 de maio    | 15 de maio    | Início da campanha de arrecadação prévia de recursos na modalidade de financiamento coletivo para pré-candidatos, sem realização de pedidos de voto e obedecendo a regras relativas à propaganda eleitoral na Internet.                             | Realizado |
| 20 de julho   | 5 de agosto   | Realização de convenções partidárias para deliberar sobre coligações e escolher candidatos às prefeituras e aos cargos de vereador. Os partidos têm até 15 de agosto para registrar os nomes na Justiça Eleitoral.                                  | Realizado |
| 16 de agosto  | 16 de agosto  | Início das campanhas eleitorais de forma igualitária, podendo qualquer publicidade ou manifestação com pedido explícito de voto antes da data ser considerada irregular e multada.                                                                  | Realizado |
| 30 de agosto  | 3 de outubro  | Veiculação da propaganda eleitoral gratuita no rádio e na televisão. | Realizado |
| 6 de outubro  | 6 de outubro  | Realização do primeiro turno das eleições municipais. | Realizado |
| 11 de outubro | 25 de outubro | Veiculação da propaganda eleitoral gratuita no rádio e na televisão para o segundo turno. | Realizado |
| 27 de outubro | 27 de outubro | Realização de um eventual segundo turno nas cidades com mais de 200 mil eleitores em que o candidato a prefeito mais votado não tenha atingido a metade mais um dos votos válidos.                                                                  | Realizado |

## Candidatos a prefeito

### Quadro de candidaturas
| Prefeito(a)      | Prefeito(a) | Prefeito(a) | Vice-prefeito(a)  | Vice-prefeito(a) | Vice-prefeito(a) | Coligação                                                                              | Número eleitoral | Cargo político anterior                             | Tempo de horário eleitoral |
| Candidato(a)     | Partido     | Partido     | Candidato(a)      | Partido          | Partido          | Coligação                                                                              | Número eleitoral | Cargo político anterior                             | Tempo de horário eleitoral |
| ---------------- | ----------- | ----------- | ----------------- | ---------------- | ---------------- | -------------------------------------------------------------------------------------- | ---------------- | --------------------------------------------------- | -------------------------- |
| Juliana Brizola  |             | PDT         | Doutor Thiago     |                  | UNIÃO            | Coragem e Mudança PDT, UNIÃO e Fed. PSDB Cidadania                                     | 12               | Deputada estadual do Rio Grande do Sul (2011–2023)  | 2 minutos e 3 segundos     |
| Maria do Rosário |             | PT          | Tamyres Filgueira |                  | PSOL             | O Povo de Novo na Prefeitura FE Brasil (PT-PCdoB-PV), Fed. PSOL REDE e PSB             | 13               | Deputada federal (desde 2003)                       | 2 minutos e 19 segundos    |
| Sebastião Melo   |             | MDB         | Betina Worm       |                  | PL               | Estamos Juntos, Porto Alegre MDB, PL, PRD, PSD, PODE, PP, Republicanos e Solidariedade | 15               | Prefeito de Porto Alegre (desde 2021)               | 5 minutos e 36 segundos    |
| Fabiana Sanguiné |             | PSTU        | Regis Ethur       |                  | PSTU             | Sem coligação                                                                          | 16               | Sem cargo político anterior                         | Sem tempo                  |
| Carlos Alan      |             | PRTB        | João Morsch       |                  | DC               | Renova Porto Alegre PRTB e DC                                                          | 28               | Sem cargo político anterior                         | Sem tempo                  |
| Cesar Pontes     |             | PCO         | Ulisses Lima      |                  | PCO              | Sem coligação                                                                          | 29               | Sem cargo político anterior                         | Sem tempo                  |
| Felipe Camozzato |             | NOVO        | Raqueli Baumbach  |                  | NOVO             | Sem coligação                                                                          | 30               | Deputado estadual do Rio Grande do Sul (desde 2023) | Sem tempo                  |
| Luciano do MLB   |             | UP          | Amanda Benedett   |                  | UP               | Sem coligação                                                                          | 80               | Sem cargo político anterior                         | Sem tempo                  |

### Desistências
- Luciana Genro (PSOL): O seu partido renunciou à candidatura própria para compor uma aliança com a Federação Brasil da Esperança (PT, PCdoB, PV) em apoio à Maria do Rosário. Genro indicou a servidora pública Tamyres Filgueira como candidata a vice-prefeita na nova chapa.[15]
- Delegada Nadine (PSDB): Anunciou a sua desistência no final de março de 2024.[16]
- Cláudia Araújo (PSD): Anunciou a sua desistência no final de julho de 2024, na rede social X.[carece de fontes?]
- Dr. Thiago Duarte (União): Desistiu da candidatura própria para ser candidato a vice-prefeito na chapa de Juliana Brizola.
- Any Ortiz (Cidadania): Afirma não ter sido procurada pelo PSDB, que compõe a maioria da executiva da Federação PSDB Cidadania,[17] e que, pela complexidade de uma eleição maioritária, não seria candidata sem planejamento. Any e o seu partido apoiam informalmente a candidatura de Sebastião Melo, apesar de fazerem parte da coligação de Juliana Brizola.[18]
- Nelson Marchezan Júnior (PSDB): Desistiu da candidatura após não conseguir o apoio de outros partidos.[19]

## Pré-candidaturas
Em 10 de abril de 2024 o atual prefeito Sebastião Melo (MDB) confirmou a sua pré-candidatura à reeleição. Melo tem o apoio de mais sete siglas: Partido Liberal (PL), Partido Renovação Democrática (PRD), Partido Social Democrático (PSD), Podemos, Progressistas, Republicanos e Solidariedade.
A deputada federal Maria do Rosário é a pré-candidata da Federação Brasil da Esperança (PT, PCdoB e PV). Maria do Rosário foi apoiada pelo presidente da República, Luiz Inácio Lula da Silva e terá como companheira de chapa a servidora pública e ativista Tamyres Filgueira, da Federação PSOL REDE.
A ex-deputada estadual Juliana Brizola (PDT) e o deputado estadual Thiago Duarte (União) foram os pré-candidatos de uma frente partidária composta por PDT, Avante, PSB e União Brasil. A frente lançou Brizola como candidata à prefeita e Thiago como candidato a vice-prefeito.
A deputada federal Any Ortiz (Cidadania) foi a candidata da Federação PSDB Cidadania, visto que a outra pré-candidata da federação, a deputada estadual Delegada Nadine Anflor (PSDB) retirou o seu nome da disputa ao final de março de 2024. Com isso, o PSDB buscou uma nova pré-candidatura, por não existir consenso ainda quanto ao nome de Any Ortiz dentro da federação.

### Outros partidos
O Partido Socialista dos Trabalhadores Unificado (PSTU) apresentou, em dezembro de 2023, a pré-candidatura da sindicalista e auxiliar de enfermagem Fabiana Sanguiné ao Paço Municipal.
O Partido Renovador Trabalhista Brasileiro (PRTB) tem como representante no certame o empresário Carlos Alan Rosa de Castro. Castro é presidente estadual do partido no Rio Grande do Sul e atua nos ramos imobiliário e de tecnologia.
O Partido da Causa Operária (PCO) lançou como pré-candidato César Pontes. Já a Unidade Popular (UP), por meio dos seus perfis nas redes sociais, lançou o coordenador nacional do Movimento de Luta nos Bairros (MLB), Luciano Schafer como pré-candidato.

## Disputa à Câmara Municipal
Na eleição de 2024, a regra para o número máximo de candidaturas por partido ou federação mudou: antes era o equivalente a 150% das vagas em disputa e, agora, o número é de 100% + 1 das vagas em disputa. No caso de Porto Alegre, cuja Câmara Municipal é composta por 35 cadeiras, o número máximo de candidaturas por sigla passou de 54 para 36.
A tabela a seguir apresenta o número de candidaturas de cada partido ou federação, os quais estão agrupados por coligação na eleição maioritária para prefeito. Tendo em vista que coligações em eleições proporcionais não existem mais no Brasil, as agremiações estão agrupadas dessa maneira a fim de facilitar a visualização das alianças. Essas informações foram retiradas das atas de convenção oficiais.
| Coligação ao executivo                        | Partido ou federação | Partido ou federação | Candidaturas   | Candidaturas   | Candidaturas   | Candidaturas   |
| --------------------------------------------- | -------------------- | -------------------- | -------------- | -------------- | -------------- | -------------- |
| Estamos Juntos, Porto Alegre (286 candidatos) |                      | MDB                  | 36             | 36             | 36             | 36             |
| Estamos Juntos, Porto Alegre (286 candidatos) |                      | PL                   | 36             | 36             | 36             | 36             |
| Estamos Juntos, Porto Alegre (286 candidatos) |                      | Podemos              | 36             | 36             | 36             | 36             |
| Estamos Juntos, Porto Alegre (286 candidatos) |                      | PP                   | 36             | 36             | 36             | 36             |
| Estamos Juntos, Porto Alegre (286 candidatos) |                      | PSD                  | 36             | 36             | 36             | 36             |
| Estamos Juntos, Porto Alegre (286 candidatos) |                      | Republicanos         | 36             | 36             | 36             | 36             |
| Estamos Juntos, Porto Alegre (286 candidatos) |                      | Solidariedade        | 36             | 36             | 36             | 36             |
| Estamos Juntos, Porto Alegre (286 candidatos) |                      | PRD                  | 34             | 34             | 34             | 34             |
| Coragem e Mudança (104 candidatos)            |                      | PSDB-Cidadania       | 36             |                | PSDB           | 25             |
| Coragem e Mudança (104 candidatos)            |                      | PSDB-Cidadania       | 36             | Cidadania      | 11             |                |
| Coragem e Mudança (104 candidatos)            |                      | UNIÃO                | 35             | 35             | 35             | 35             |
| Coragem e Mudança (104 candidatos)            |                      | PDT                  | 33             | 33             | 33             | 33             |
| O Povo de Novo na Prefeitura (93 candidatos)  |                      | FE Brasil            | 36             |                | PT             | 29             |
| O Povo de Novo na Prefeitura (93 candidatos)  |                      | FE Brasil            | 36             | PCdoB          | 4              |                |
| O Povo de Novo na Prefeitura (93 candidatos)  |                      | FE Brasil            | 36             | PV             | 3              |                |
| O Povo de Novo na Prefeitura (93 candidatos)  |                      | PSOL-REDE            | 29             |                | PSOL           | 26             |
| O Povo de Novo na Prefeitura (93 candidatos)  |                      | PSOL-REDE            | 29             | Rede           | 3              |                |
| O Povo de Novo na Prefeitura (93 candidatos)  |                      | PSB                  | 28             | 28             | 28             | 28             |
| Renova Porto Alegre                           |                      | PRTB                 | Sem candidatos | Sem candidatos | Sem candidatos | Sem candidatos |
| Renova Porto Alegre                           | DC                   |                      | Sem candidatos | Sem candidatos | Sem candidatos | Sem candidatos |
| —                                             |                      | NOVO                 | 24             | 24             | 24             | 24             |
| —                                             |                      | PSTU                 | 2              | 2              | 2              | 2              |
| —                                             |                      | UP                   | 2              | 2              | 2              | 2              |
| —                                             |                      | PCO                  | Sem candidatos | Sem candidatos | Sem candidatos | Sem candidatos |
| Total                                         | Total                | Total                | 511            | 511            | 511            | 511            |

## Pesquisas eleitorais

### Primeiro turno
| Fonte               | Data(s) conduzida(s) | Amostragem   | Melo MDB                                      | Rosário PT                                    | Brizola PDT                                   | Camozzato NOVO                                | Pontes PCO                                    | Alan PRTB                                     | Luciano UP                                    | Sanguiné PSTU                                 | Outros                                        | Abst. Indec.                                  | Vantagem                                      | Margem de erro                                | Ref.                                          |    |    |    |   |     |     |     |        |
| ------------------- | -------------------- | ------------ | --------------------------------------------- | --------------------------------------------- | --------------------------------------------- | --------------------------------------------- | --------------------------------------------- | --------------------------------------------- | --------------------------------------------- | --------------------------------------------- | --------------------------------------------- | --------------------------------------------- | --------------------------------------------- | --------------------------------------------- | --------------------------------------------- | -- | -- | -- | - | --- | --- | --- | ------ |
| Fonte               | Data(s) conduzida(s) | Amostragem   | Quaest                                        | 4-5/Out/2024                                  | 1.002                                         | 44%                                           | 22%                                           | 20%                                           | 2%                                            | 0%                                            | Outros                                        | Abst. Indec.                                  | Vantagem                                      | Margem de erro                                | Ref.                                          | 0% | 0% | 0% | — | 12% | 22% | ±3% | [ 29 ] |
| AtlasIntel          | 29/Set-5/Out/2024    | 1.609        | 34,7%                                         | 28,7%                                         | 24,8%                                         | 7,6%                                          | 0,0%                                          | 0,1%                                          | 0,1%                                          | 0,3%                                          | —                                             | 3,8                                           | 6,0%                                          | ±2%                                           | [ 30 ]                                        |    |    |    |   |     |     |     |        |
| Real Time Big Data  | 27-28/Set/2024       | 1.000        | 44%                                           | 23%                                           | 19%                                           | 4%                                            | 0%                                            | 1%                                            | 0%                                            | 1%                                            | —                                             | 8%                                            | 21%                                           | ±3%                                           | [ 31 ]                                        |    |    |    |   |     |     |     |        |
| AtlasIntel          | 24-29/Set/2024       | 1.191        | 32,4%                                         | 28,9%                                         | 22,7%                                         | 7,3%                                          | —                                             | —                                             | 1,9%                                          | 0,5%                                          | —                                             | 3,5%                                          | 5,7%                                          | ±3%                                           | [ 32 ]                                        |    |    |    |   |     |     |     |        |
| AtlasIntel          | 20-24/Set/2024       | 1.199        | 36,5%                                         | 30,1%                                         | 22,9%                                         | 6,3%                                          | —                                             | —                                             | 0%                                            | 0,6%                                          | —                                             | 3,6%                                          | 6,4%                                          | ±3%                                           | [ 33 ]                                        |    |    |    |   |     |     |     |        |
| Futura/100% Cidades | 19-23/Set/2024       | 800          | 52,9%                                         | 21,2%                                         | 16,3%                                         | 3,4%                                          | —                                             | 0,1%                                          | 0,3%                                          | 0%                                            | —                                             | 5,7%                                          | 31,7%                                         | ±3,5%                                         | [ 34 ]                                        |    |    |    |   |     |     |     |        |
| Quaest              | 14-16/Set/2024       | 900          | 41%                                           | 24%                                           | 17%                                           | 3%                                            | 0%                                            | 0%                                            | 0%                                            | 1%                                            | —                                             | 14%                                           | 17%                                           | ±3%                                           | [ 35 ]                                        |    |    |    |   |     |     |     |        |
| Real Time Big Data  | 31 Ago-2 Set/2024    | 1.000        | 40%                                           | 32%                                           | 13%                                           | 4%                                            | 0%                                            | 0%                                            | 0%                                            | 0%                                            | —                                             | 10%                                           | 8%                                            | ±3%                                           | [ 36 ]                                        |    |    |    |   |     |     |     |        |
| Futura/100% Cidades | 20-26/Ago/2024       | 800          | 39,8%                                         | 23,6%                                         | 10,3%                                         | 4,2%                                          | 0%                                            | 0,3%                                          | 0,3%                                          | 0%                                            | —                                             | 21,4%                                         | 16,2%                                         | ±3,5%                                         | [ 37 ]                                        |    |    |    |   |     |     |     |        |
| Quaest              | 24-26/Ago/2024       | 900          | 36%                                           | 31%                                           | 11%                                           | 3%                                            | 0%                                            | 0%                                            | 0%                                            | 0%                                            | —                                             | 19%                                           | 5%                                            | ±3%                                           | [ 38 ]                                        |    |    |    |   |     |     |     |        |
| Methodus            | 14-16/Ago/2024       | 800          | 29,6%                                         | 26,8%                                         | 14,1%                                         | 5%                                            | 1%                                            | 0,8%                                          | 0,5%                                          | 0,4%                                          | —                                             | 21,9%                                         | 2,8%                                          | ±3,5%                                         | [ 39 ]                                        |    |    |    |   |     |     |     |        |
| 15 de agosto        | 15 de agosto         | 15 de agosto | Data final de oficialização das candidaturas. | Data final de oficialização das candidaturas. | Data final de oficialização das candidaturas. | Data final de oficialização das candidaturas. | Data final de oficialização das candidaturas. | Data final de oficialização das candidaturas. | Data final de oficialização das candidaturas. | Data final de oficialização das candidaturas. | Data final de oficialização das candidaturas. | Data final de oficialização das candidaturas. | Data final de oficialização das candidaturas. | Data final de oficialização das candidaturas. | Data final de oficialização das candidaturas. |    |    |    |   |     |     |     |        |
| Fonte               | Data(s) conduzida(s) | Amostragem   | Rosário PT                                    | Melo MDB                                      | Brizola PDT                                   | Ortiz Cidadania                               | Nádia PL                                      | Camozzato NOVO                                | Thiago UNIÃO                                  | Sanguiné PSTU                                 | Outros                                        | Abst. Indec.                                  | Vantagem                                      | Margem de erro                                | Ref.                                          |    |    |    |   |     |     |     |        |
| Fonte               | Data(s) conduzida(s) | Amostragem   |                                               |                                               |                                               |                                               |                                               |                                               |                                               |                                               | Outros                                        | Abst. Indec.                                  | Vantagem                                      | Margem de erro                                | Ref.                                          |    |    |    |   |     |     |     |        |
| AtlasIntel          | 2-7/Ago/2024         | 1.221        | 34,1%                                         | 30,7%                                         | 12,7%                                         | —                                             | —                                             | 12,5%                                         | —                                             | 0,1%                                          | 0,4%                                          | 9,4%                                          | 3,4%                                          | ±3%                                           | [ 40 ]                                        |    |    |    |   |     |     |     |        |
| Futura/100% Cidades | 30-31/Jul/2024       | 800          | 26,1%                                         | 36,4%                                         | 9,3%                                          | 4%                                            | —                                             | 3,1%                                          | 5,8%                                          | 0,1%                                          | 0,4%                                          | 14,8%                                         | 10,3%                                         | ±3,5%                                         | [ 41 ]                                        |    |    |    |   |     |     |     |        |
| Futura/100% Cidades | 17-21/Jun/2024       | 800          | 29,2%                                         | 28%                                           | 10%                                           | 5,8%                                          | —                                             | 2,9%                                          | 5,1%                                          | —                                             | 3,1%                                          | 15,7%                                         | 1,2%                                          | ±3,5%                                         | [ 42 ]                                        |    |    |    |   |     |     |     |        |
| Futura/100% Cidades | 17-21/Jun/2024       | 800          | 29,6%                                         | 27,2%                                         | —                                             | 8,9%                                          | —                                             | 4,2%                                          | 6,5%                                          | —                                             | 5,9%                                          | 17,7%                                         | 2,4%                                          | ±3,5%                                         | [ 42 ]                                        |    |    |    |   |     |     |     |        |
| Futura/100% Cidades | 17-21/Jun/2024       | 800          | 28,1%                                         | 25,3%                                         | 10,1%                                         | —                                             | 9,6%                                          | —                                             | 7,9%                                          | —                                             | 4%                                            | 15%                                           | 2,8%                                          | ±3,5%                                         | [ 42 ]                                        |    |    |    |   |     |     |     |        |
| AtlasIntel          | 9-14/Jun/2024        | 1.798        | 30,2%                                         | 24,8%                                         | 8,2%                                          | 9,1%                                          | 8,5%                                          | 6,7%                                          | 1,3%                                          | 1,3%                                          | —                                             | 9,9%                                          | 5,4%                                          | ±2%                                           | [ 43 ]                                        |    |    |    |   |     |     |     |        |
| AtlasIntel          | 9-14/Jun/2024        | 1.798        | 31,8%                                         | 28,3%                                         | 11,7%                                         | —                                             | —                                             | 9,1%                                          | 1,9%                                          | 1,5%                                          | —                                             | 15,7%                                         | 3,5%                                          | ±2%                                           | [ 43 ]                                        |    |    |    |   |     |     |     |        |
| Real Time Big Data  | 29-30/Mar/2024       | 1.000        | 22%                                           | 40%                                           | 5%                                            | 5%                                            | 4%                                            | —                                             | 2%                                            | —                                             | 7%                                            | 15%                                           | 18%                                           | ±3%                                           | [ 44 ]                                        |    |    |    |   |     |     |     |        |
| Real Time Big Data  | 29-30/Mar/2024       | 1.000        | 22%                                           | 41%                                           | 6%                                            | —                                             | 5%                                            | —                                             | 2%                                            | —                                             | 9%                                            | 15%                                           | 19%                                           | ±3%                                           | [ 44 ]                                        |    |    |    |   |     |     |     |        |
| Real Time Big Data  | 29-30/Mar/2024       | 1.000        | 26%                                           | 41%                                           | 7%                                            | 6%                                            | —                                             | —                                             | 2%                                            | —                                             | —                                             | 18%                                           | 15%                                           | ±3%                                           | [ 44 ]                                        |    |    |    |   |     |     |     |        |
| Real Time Big Data  | 29-30/Mar/2024       | 1.000        | 26%                                           | 42%                                           | 8%                                            | —                                             | —                                             | —                                             | 3%                                            | —                                             | 3%                                            | 18%                                           | 16%                                           | ±3%                                           | [ 44 ]                                        |    |    |    |   |     |     |     |        |

### Segundo turno
Sebastião Melo e Maria do Rosário
| Fonte               | Data(s) conduzida(s) | Amostragem                             | Melo MDB                               | Rosário PT                             | Abst. Indec.                           | Vantagem                               | Margem de erro                         | Ref.                                   |       |     |     |     |     |     |        |
| ------------------- | -------------------- | -------------------------------------- | -------------------------------------- | -------------------------------------- | -------------------------------------- | -------------------------------------- | -------------------------------------- | -------------------------------------- | ----- | --- | --- | --- | --- | --- | ------ |
| Fonte               | Data(s) conduzida(s) | Amostragem                             | Quaest                                 | 25-26/Out/2024                         | Abst. Indec.                           | Vantagem                               | Margem de erro                         | Ref.                                   | 1.002 | 54% | 31% | 15% | 23% | ±3% | [ 45 ] |
| AtlasIntel          | 20-25/Out/2024       | 1.625                                  | 55,4%                                  | 42,7%                                  | 1,9%                                   | 12,7%                                  | ±2%                                    | [ 46 ]                                 |       |     |     |     |     |     |        |
| AtlasIntel          | 15-20/Out/2024       | 1.189                                  | 55,5%                                  | 41,3%                                  | 3,2%                                   | 14,2%                                  | ±3%                                    | [ 47 ]                                 |       |     |     |     |     |     |        |
| Real Time Big Data  | 18-19/Out/2024       | 1.000                                  | 55%                                    | 40%                                    | 5%                                     | 15%                                    | ±3%                                    | [ 48 ]                                 |       |     |     |     |     |     |        |
| Quaest              | 12-14/Out/2024       | 900                                    | 52%                                    | 30%                                    | 18%                                    | 22%                                    | ±3%                                    | [ 49 ]                                 |       |     |     |     |     |     |        |
| Real Time Big Data  | 12-14/Out/2024       | 1.000                                  | 53%                                    | 40%                                    | 7%                                     | 13%                                    | ±3%                                    | [ 31 ]                                 |       |     |     |     |     |     |        |
| Paraná Pesquisas    | 11-14/Out/2024       | 740                                    | 56,8%                                  | 33,6%                                  | 9,5%                                   | 23,2%                                  | ±3,7%                                  | [ 50 ]                                 |       |     |     |     |     |     |        |
| Futura/100% Cidades | 10-11/Out/2024       | 800                                    | 61,5%                                  | 28,8%                                  | 9,8%                                   | 32,7%                                  | ±3,5%                                  | [ 51 ]                                 |       |     |     |     |     |     |        |
| 6 de outubro        | 6 de outubro         | Data da oficialização do segundo turno | Data da oficialização do segundo turno | Data da oficialização do segundo turno | Data da oficialização do segundo turno | Data da oficialização do segundo turno | Data da oficialização do segundo turno | Data da oficialização do segundo turno |       |     |     |     |     |     |        |
| Fonte               | Data(s) conduzida(s) | Amostragem                             | Melo MDB                               | Rosário PT                             | Abst. Indec.                           | Vantagem                               | Margem de erro                         | Ref.                                   |       |     |     |     |     |     |        |
| Fonte               | Data(s) conduzida(s) | Amostragem                             |                                        |                                        | Abst. Indec.                           | Vantagem                               | Margem de erro                         | Ref.                                   |       |     |     |     |     |     |        |
| AtlasIntel          | 29/Set-5/Out/2024    | 1.609                                  | 48%                                    | 42%                                    | 12%                                    | 6%                                     | ±2%                                    | [ 52 ]                                 |       |     |     |     |     |     |        |
| Quaest              | 4-5/Out/2024         | 1.002                                  | 55%                                    | 31%                                    | 14%                                    | 24%                                    | ±3%                                    | [ 29 ]                                 |       |     |     |     |     |     |        |
| Real Time Big Data  | 27-28 Set/2024       | 1.000                                  | 53%                                    | 35%                                    | 12%                                    | 18%                                    | ±3%                                    | [ 31 ]                                 |       |     |     |     |     |     |        |
| AtlasIntel          | 20-24/Set/2024       | 1.199                                  | 45%                                    | 44%                                    | 11%                                    | 1%                                     | ±3%                                    | [ 33 ]                                 |       |     |     |     |     |     |        |
| Futura/100% Cidades | 19-23/Set/2024       | 800                                    | 62,7%                                  | 31,2%                                  | 6,1%                                   | 31,5%                                  | ±3,5%                                  | [ 34 ]                                 |       |     |     |     |     |     |        |
| Quaest              | 14-16/Set/2024       | 900                                    | 56%                                    | 33%                                    | 11%                                    | 23%                                    | ±3%                                    | [ 35 ]                                 |       |     |     |     |     |     |        |
| Real Time Big Data  | 31 Ago-2 Set/2024    | 1.000                                  | 46%                                    | 38%                                    | 16%                                    | 8%                                     | ±3%                                    | [ 36 ]                                 |       |     |     |     |     |     |        |
| Futura/100% Cidades | 20-26/Ago/2024       | 800                                    | 57,8%                                  | 32,6%                                  | 9,6%                                   | 25,2%                                  | ±3,5%                                  | [ 37 ]                                 |       |     |     |     |     |     |        |
| AtlasIntel          | 2-7/Ago/2024         | 1.221                                  | 46%                                    | 45%                                    | 9%                                     | 1%                                     | ±3%                                    | [ 40 ]                                 |       |     |     |     |     |     |        |
| Futura/100% Cidades | 30-31/Jul/2024       | 800                                    | 50,8%                                  | 38,4%                                  | 10,8%                                  | 12,4%                                  | ±3,5%                                  | [ 41 ]                                 |       |     |     |     |     |     |        |
| Futura/100% Cidades | 17-21/Jun/2024       | 800                                    | 47,2%                                  | 39,5%                                  | 13,3%                                  | 7,7%                                   | ±3,5%                                  | [ 42 ]                                 |       |     |     |     |     |     |        |
| AtlasIntel          | 9-14/Jun/2024        | 1.798                                  | 43,7%                                  | 38,2%                                  | 18,1%                                  | 5,5%                                   | ±2%                                    | [ 43 ]                                 |       |     |     |     |     |     |        |
| Real Time Big Data  | 29-30/Mar/2024       | 1.000                                  | 53%                                    | 33%                                    | 14%                                    | 20%                                    | ±3%                                    | [ 44 ]                                 |       |     |     |     |     |     |        |

Sebastião Melo e Juliana Brizola
| Fonte               | Data(s) conduzida(s) | Amostragem | Melo MDB   | Brizola PDT       | Abst. Indec. | Vantagem | Margem de erro | Ref.   |       |     |     |  |    |     |        |
| ------------------- | -------------------- | ---------- | ---------- | ----------------- | ------------ | -------- | -------------- | ------ | ----- | --- | --- |  | -- | --- | ------ |
| Fonte               | Data(s) conduzida(s) | Amostragem | AtlasIntel | 29/Set-5/Out/2024 | Abst. Indec. | Vantagem | Margem de erro | Ref.   | 1.609 | 43% | 51% |  | 8% | ±2% | [ 52 ] |
| Quaest              | 4-5/Out/2024         | 1.002      | 49%        | 41%               | 10%          | 8%       | ±3%            | [ 29 ] |       |     |     |  |    |     |        |
| AtlasIntel          | 20-24/Set/2024       | 1.199      | 42%        | 50%               | 8%           | 8%       | ±3%            | [ 33 ] |       |     |     |  |    |     |        |
| Futura/100% Cidades | 19-23/Set/2024       | 800        | 57,4%      | 37,9%             | 4,8%         | 19,5%    | ±3,5%          | [ 34 ] |       |     |     |  |    |     |        |

Maria do Rosário e Juliana Brizola
| Fonte          | Data(s) conduzida(s) | Amostragem | Rosário PT          | Brizola PDT    | Abst. Indec. | Vantagem | Margem de erro | Ref.   |     |       |       |       |       |       |        |
| -------------- | -------------------- | ---------- | ------------------- | -------------- | ------------ | -------- | -------------- | ------ | --- | ----- | ----- | ----- | ----- | ----- | ------ |
| Fonte          | Data(s) conduzida(s) | Amostragem | Futura/100% Cidades | 19-23/Set/2024 | Abst. Indec. | Vantagem | Margem de erro | Ref.   | 800 | 30,1% | 46,4% | 23,7% | 16,3% | ±3,5% | [ 34 ] |
| 20-26/Ago/2024 | 800                  | 33,9%      | Futura/100% Cidades | 41%            | 19,1%        | 7,1%     | ±3,5%          | [ 37 ] |     |       |       |       |       |       |        |
| 30-31/Jul/2024 | 800                  | 36,5%      | Futura/100% Cidades | 36,4%          | 27,1%        | 0,1%     | ±3,5%          | [ 41 ] |     |       |       |       |       |       |        |

Sebastião Melo e Felipe Camozzato
| Fonte          | Data(s) conduzida(s) | Amostragem | Melo MDB   | Camozzato NOVO    | Abst. Indec. | Vantagem | Margem de erro | Ref.   |       |     |     |     |     |     |        |
| -------------- | -------------------- | ---------- | ---------- | ----------------- | ------------ | -------- | -------------- | ------ | ----- | --- | --- | --- | --- | --- | ------ |
| Fonte          | Data(s) conduzida(s) | Amostragem | AtlasIntel | 29/Set-5/Out/2024 | Abst. Indec. | Vantagem | Margem de erro | Ref.   | 1.609 | 39% | 25% | 36% | 14% | ±2% | [ 30 ] |
| 20-24/Set/2024 | 1.199                | 36%        | AtlasIntel | 21%               | 43%          | 15%      | ±3%            | [ 33 ] |       |     |     |     |     |     |        |

## Resultados

### Prefeito
Fonte: TSE
| Candidatos              | Candidatos              | Primeiro turno 6 de outubro | Primeiro turno 6 de outubro | Segundo turno 27 de outubro | Segundo turno 27 de outubro |
| Candidatos              | Candidatos              | Votos                       | %                           | Votos                       | %                           |
| ----------------------- | ----------------------- | --------------------------- | --------------------------- | --------------------------- | --------------------------- |
|                         | Sebastião Melo (MDB)    | 345 420                     | 49,72 / 100,0               | 406 467                     | 61,53 / 100,0               |
|                         | Maria do Rosário (PT)   | 182 553                     | 26,28 / 100,0               | 254 128                     | 38,47 / 100,0               |
|                         | Juliana Brizola (PDT)   | 136 783                     | 19,69 / 100,0               | Não participaram            | Não participaram            |
|                         | Felipe Camozzato (NOVO) | 26 603                      | 3,83 / 100,0                | Não participaram            | Não participaram            |
|                         | Luciano do MLB (UP)     | 1 476                       | 0,21 / 100,0                | Não participaram            | Não participaram            |
|                         | Fabiana Sanguiné (PSTU) | 1 163                       | 0,17 / 100,0                | Não participaram            | Não participaram            |
|                         | Carlos Alan (PRTB)      | 483                         | 0,07 / 100,0                | Não participaram            | Não participaram            |
|                         | Cesar Pontes (PCO)      | 204                         | 0,03 / 100,0                | Não participaram            | Não participaram            |
| Total de votos válidos  | Total de votos válidos  | 694 685                     | 92,49%                      | 660 595                     | 92,44%                      |
| Votos em branco         | Votos em branco         | 31 379                      | 4,18%                       | 27 249                      | 3,81%                       |
| Votos nulos             | Votos nulos             | 25 012                      | 3,33%                       | 26 811                      | 3,75%                       |
| Total                   | Total                   | 751 076                     | 68,49%                      | 714 655                     | 65,17%                      |
| Abstenções              | Abstenções              | 345 544                     | 31,51%                      | 381 965                     | 34,83%                      |
| Eleitores aptos a votar | Eleitores aptos a votar | 1 096 620                   | 100,00%                     | 1 096 620                   | 100,00%                     |

### Vereadores

#### Por partido ou federação
O ícone  indica quais foram reeleitos.
| Partido/Federação | Votação                                   | Votação                             | Votação  |
| Partido/Federação | Total                                     | %                                   | Assentos |
| --- | ----------------------------------------- | ----------------------------------- | -------- |
| Federação Brasil da Esperança (PT/PCdoB/PV) | 102 626                                   | 15,15%                              | 7 / 35   |
| Jonas Reis (PT) Alexandre Bublitz (PT) Juliana de Souza (PT) Erick Dênil (PCdoB) Giovani Culau e Coletivo (PCdoB) Aldacir Oliboni (PT) Natasha (PT) | 8 235 7 144 6 261 5 376 4 902 4 869 4 718 | 1,22% 1,06% 0,92% 0,79% 0,72% 0,70% | —        |
| Federação PSOL REDE | 80 699                                    | 11,92%                              | 5 / 35   |
| Karen Santos (PSOL) Grazi Oliveira (PSOL) Pedro Ruas (PSOL) Roberto Robaina (PSOL) Atena (PSOL)                                                     | 20 207 14 321 12 070 10 033 4 260         | 2,98% 2,12% 1,78% 1,48% 0,63%       | —        |
| PL | 78 451                                    | 11,59%                              | 4 / 35   |
| Jessé Sangali Comandante Nádia Fernanda Barth Coronel Ustra                                                                                         | 22 966 18 010 7 063 2 669                 | 3,39% 2,66% 1,04% 0,39%             | —        |
| MDB | 71 191                                    | 9,93%                               | 3 / 35   |
| Psicóloga Tanise Sabino Rafael Fleck Professor Vitorino                                                                                             | 6 270 5 908 5 315                         | 0,93% 0,87% 0,79%                   | —        |
| Federação PSDB Cidadania | 62 756                                    | 9,27%                               | 4 / 35   |
| Moisés Barboza (PSDB) Marcelo Bernardi (PSDB) Gilson Padeiro (PSDB) Marcos Felipi (Cidadania)                                                       | 8 603 7 759 7 070 6 618                   | 1,27% 1,15% 1,04% 0,98%             | —        |
| Republicanos | 45 871                                    | 6,78%                               | 3 / 35   |
| Gilvani o Gringo José Freitas Carlo Carotenuto | 7 891 6 746 4 644                         | 1,17% 1,00% 0,69%                   | —        |
| Progressistas | 43 226                                    | 6,38%                               | 3 / 35   |
| Mariana Lescano Vera Armando Mauro Pinheiro | 6 389 5 693 5 661                         | 0,94% 0,84% 0,84%                   | —        |
| NOVO | 42 896                                    | 6,34%                               | 2 / 35   |
| Ramiro Rosário Tiago Albrecht | 16 450 7 615                              | 2,43% 1,12%                         | —        |
| Podemos | 42 138                                    | 6,22%                               | 2 / 35   |
| Giovane Byl Hamilton Sossmeier | 12 115 4 053                              | 1,79% 0,60%                         | —        |
| PDT | 33 466                                    | 4,94%                               | 1 / 35   |
| Marcio Bins Ely | 6 296                                     | 0,93%                               | —        |
| União Brasil | 18 560                                    | 2,74%                               | 0 / 35   |
| PSD | 16 914                                    | 2,50%                               | 1 / 35   |
| Claudia Araujo | 6 321                                     | 0,93%                               | —        |
| Solidariedade | 15 106                                    | 2,23%                               | 0 / 35   |
| PSB | 10 002                                    | 1,48%                               | 0 / 35   |
| PRD | 8 864                                     | 1,31%                               | 0 / 35   |
| Unidade Popular | 1 607                                     | 0,24%                               | 0 / 35   |
| PSTU | 633                                       | 0,09%                               | 0 / 35   |
| Total de votos válidos | 677 004                                   | 90,14%                              | —        |
| Votos em branco | 50 060                                    | 6,67%                               | —        |
| Votos nulos | 24 012                                    | 3,20%                               | —        |
| Total | 751 076                                   | 68,49%                              | —        |
| Abstenções | 345 544                                   | 31,51%                              | —        |
| Eleitores aptos a votar | 1 096 620                                 | 100,00%                             | —        |